# Zastava M65 (пулемёт)
Zastava M65 — югославский опытный ручной пулемёт, созданный по программе FAZ (Familija automatskog oružja Zastava). На его основе сконструирован пулемёт Zastava M72.

## История
С 1952 года конструкторы фабрики «Црвена Застава» в Крагуеваце вели работы над созданием автомата, изучая трофейные StG 44. Из-за конфликта с СССР Югославия лишилась возможности получить лицензию на производство автомата Калашникова, но в 1959 году двое албанских пограничников, вооружённых таким оружием, дезертировали в Югославию. Их автоматы были переданы на «Црвена Застава» и в том же году начались работы над семейством стрелкового оружия на базе АК под обозначением FAZ (сербохорв. Familija automatskog oružja Zastava). Семейство должно было включать в себя самозарядную винтовку, автомат и пулемёт со сменным стволом. Ядро команды конструкторов составляли Божидар Благоевич, майор Милош Остоич, Миодраг Луковац и Милутин Миливоевич, а также технологи Стеван Томашевич, Предраг Мирчич и Мика Мудрич. Руководство проектом было поручено инженеру Милану Чиричу. Полученные от албанских дезертиров автоматы были тщательно изучены, из состава на основе серы были изготовлены слепки деталей. Однако, оказалось невозможным скопировать автомат методом обратной разработки, имея всего лишь два образца. Помогло вмешательство Иосипа Броза Тито: во время визита в неназванную страну он договорился о закупке 2000 АК, часть которых была отправлена на «Црвена Застава». Предположительно, это были Египет, Индонезия или Индия. В 1965 году на фабрике были готовы два первых варианта автомата, M64A и M64B, а также ручные пулемёты M65A и M65B. Хотя Управление пехотных вооружений и тактики поддержало принятие на вооружение автоматов серии FAZ, но Генеральный штаб Югославской народной армии не дал согласие, обосновав своё решение тем, что оснащение автоматическим стрелковым оружием всех частей армии приведёт к чрезмерному расходу боеприпасов.

## Конструкция
Автоматика работает по принципу отвода части пороховых газов с длинным ходом поршня. Запирание канала ствола производится поворотом затвора с двумя боевыми упорами. Ствол с 4 нарезами. На стволе имеется оребрение для охлаждения. В дульной части ствола установлен конический пламегаситель. На стволе закреплена складная сошка. Ствольная коробка — стальная, фрезерованная. Предохранитель-переводчик расположен на правой стороне ствольной коробки. Режимы огня — непрерывный или с отсечкой по одному выстрелу. Рукоятка заряжания была выполнена в виде отдельной детали, которая вставлялась в затворную раму (как на ПП Zastava M56). Прицельные приспособления состоят из мушки и прицела секторного типа. Оснащался рукоятью для переноски над цевьём и нескладным прикладом.

## Варианты
- M65A — вариант со сменным стволом. Для снятия ствола нужно нажать на кнопку в передней части ствольной коробки, перед цевьём, затем поднять рукоятку и вытянуть ствол. Установить новый ствол, опустить рукоятку и убедиться, что кнопка вернулась в исходное положение. Пулемёт комплектовался одним запасным стволом[4].
- M65B — вариант с несъёмным стволом[4].